# Komárom-Esztergom vármegye kastélyainak és kúriáinak listája
Ebben a listában Komárom-Esztergom vármegye várai, kastélyai és kúriái találhatók.

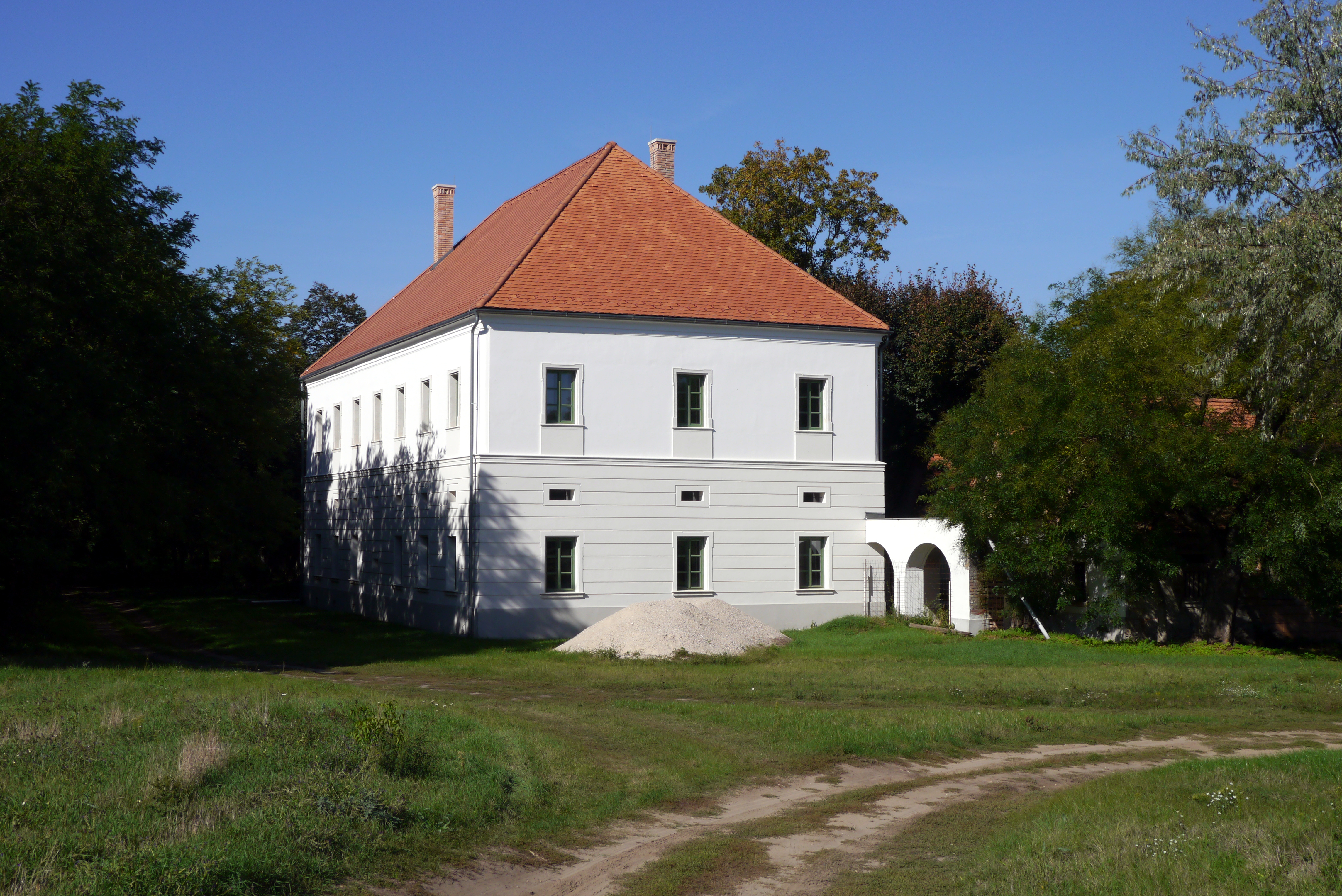
Balogh–Esterházy–Jurcsek–Vásárhelyi-kastély, Naszály-Billegpuszta

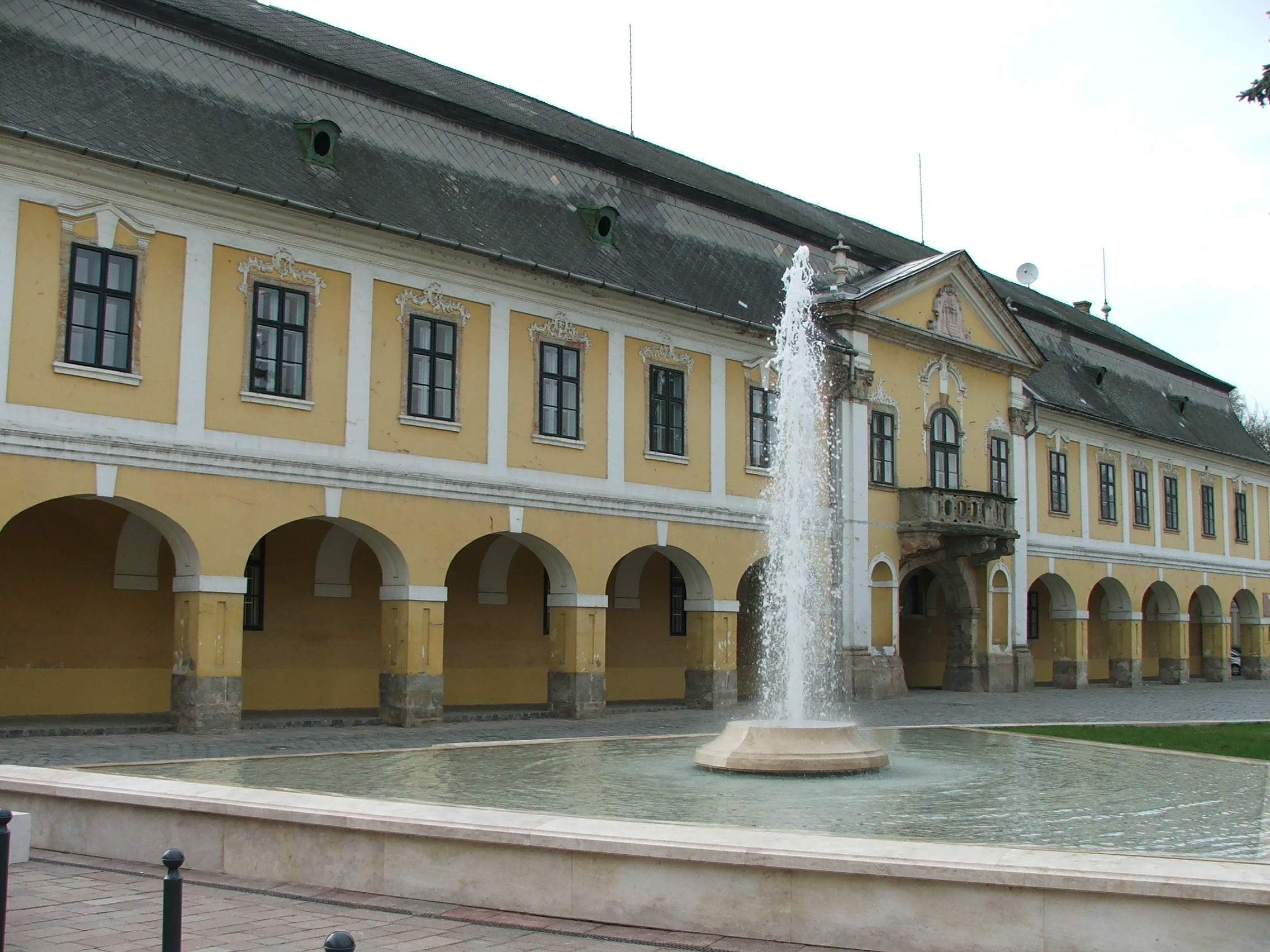
Bottyán–Kuckländer-kúria, Esztergom

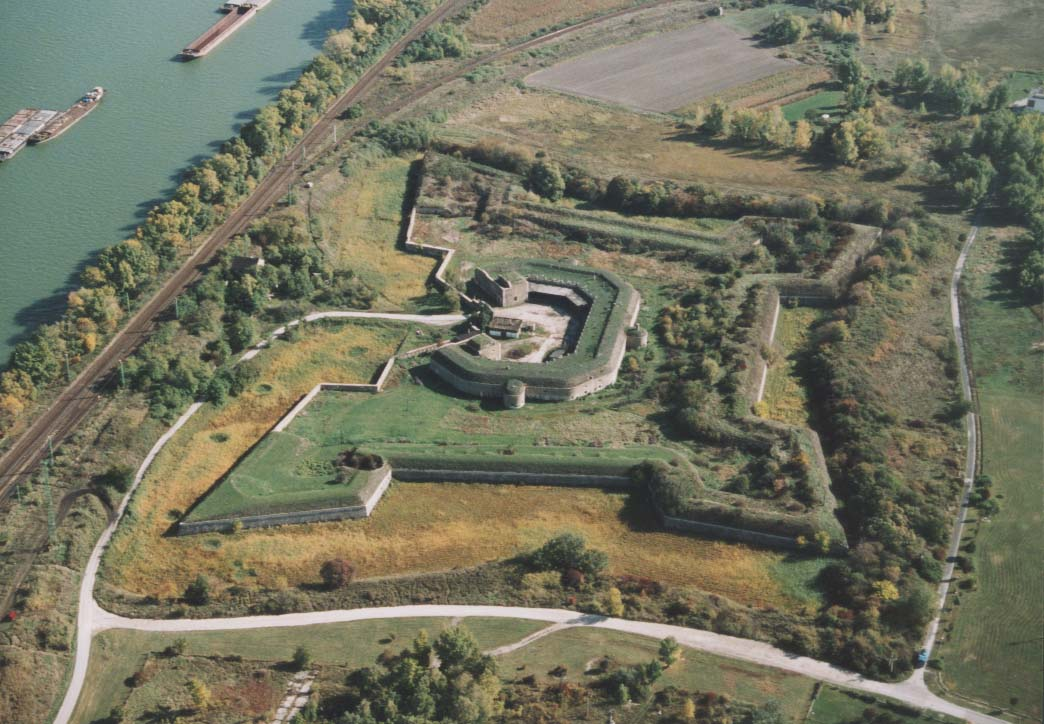
Csillagerőd, Komárom

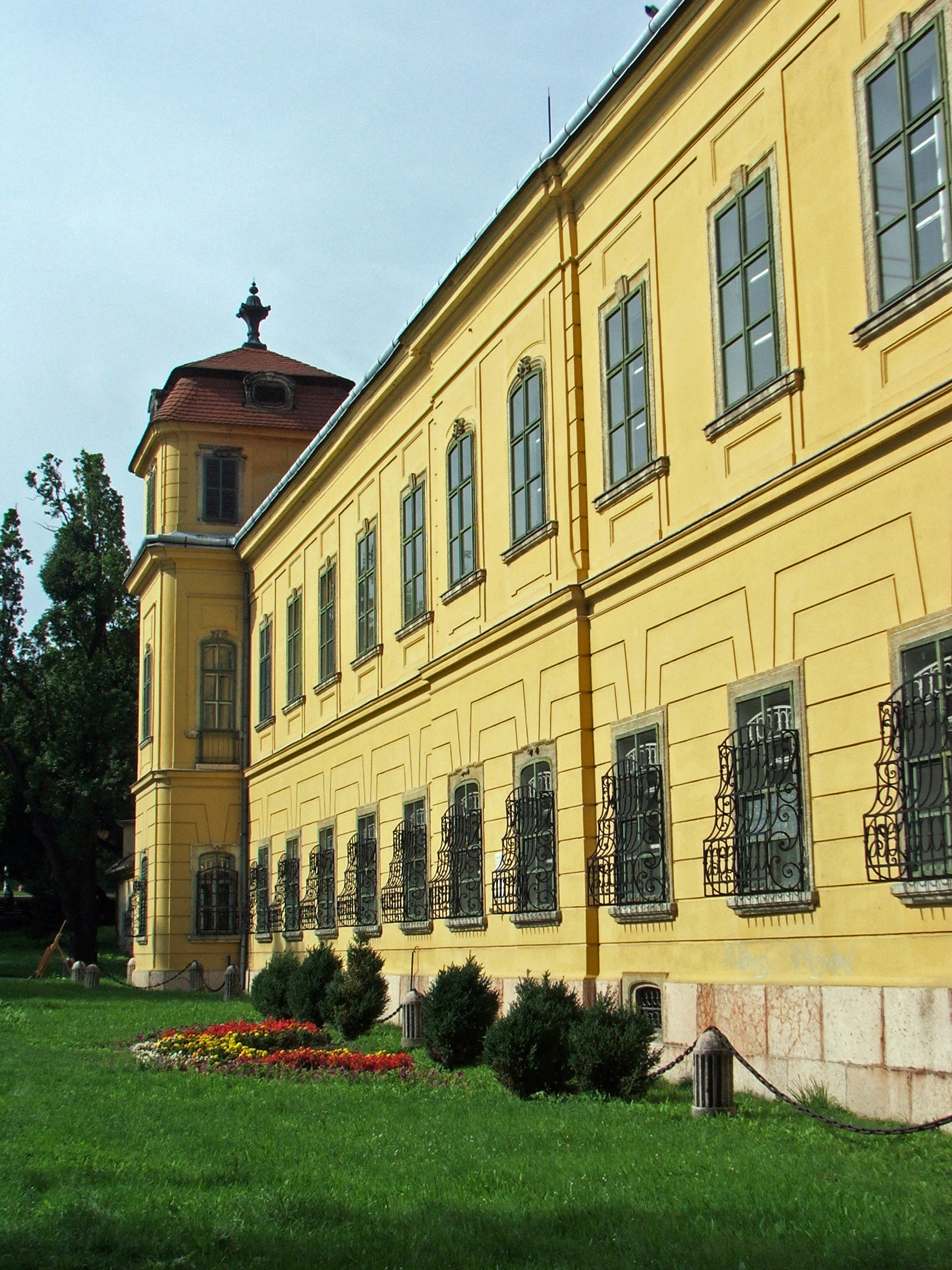
Esterházy-kastély, Tata

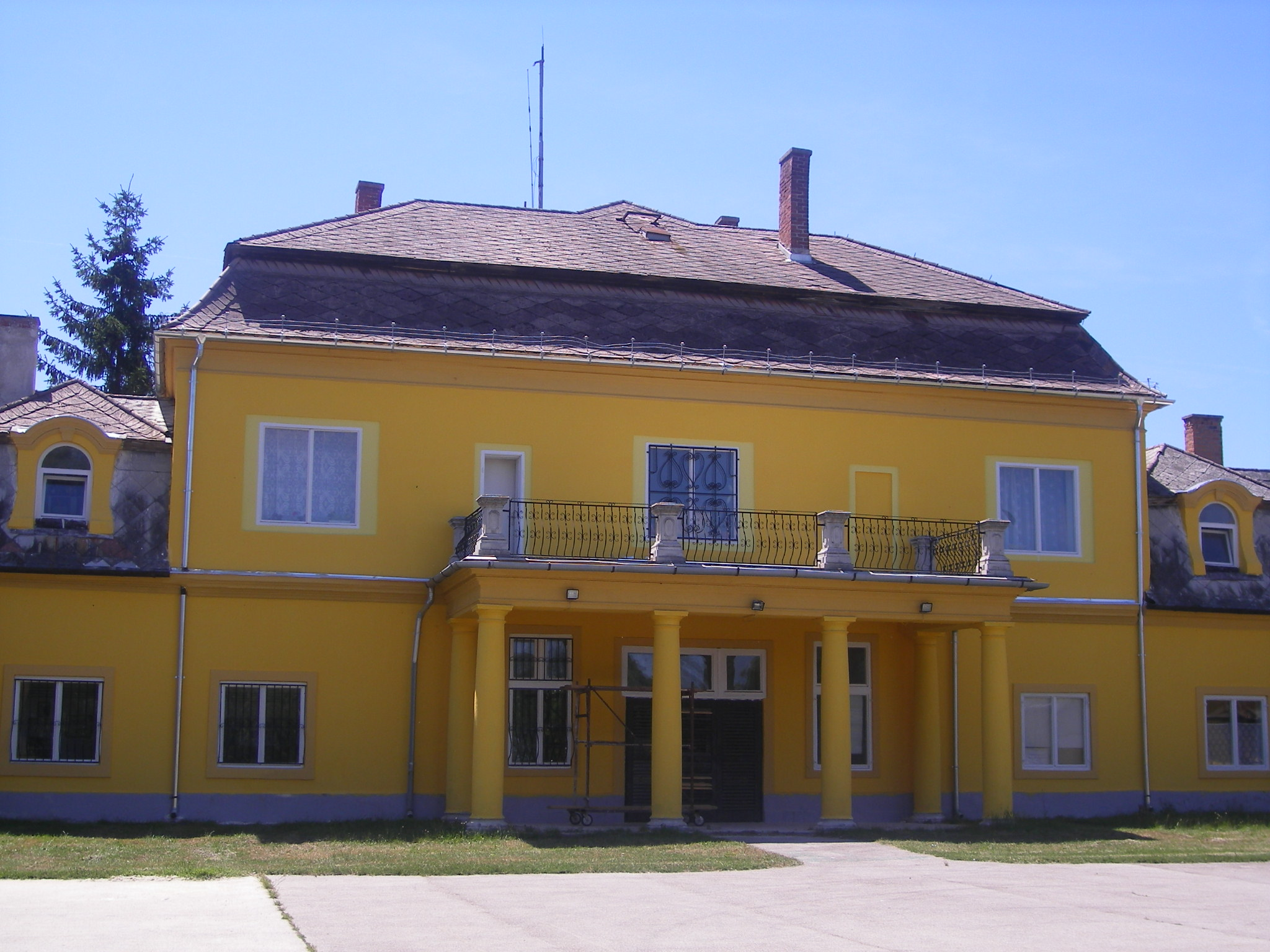
Esterházy–Liechtenstein–Zichy-kastély, Ács

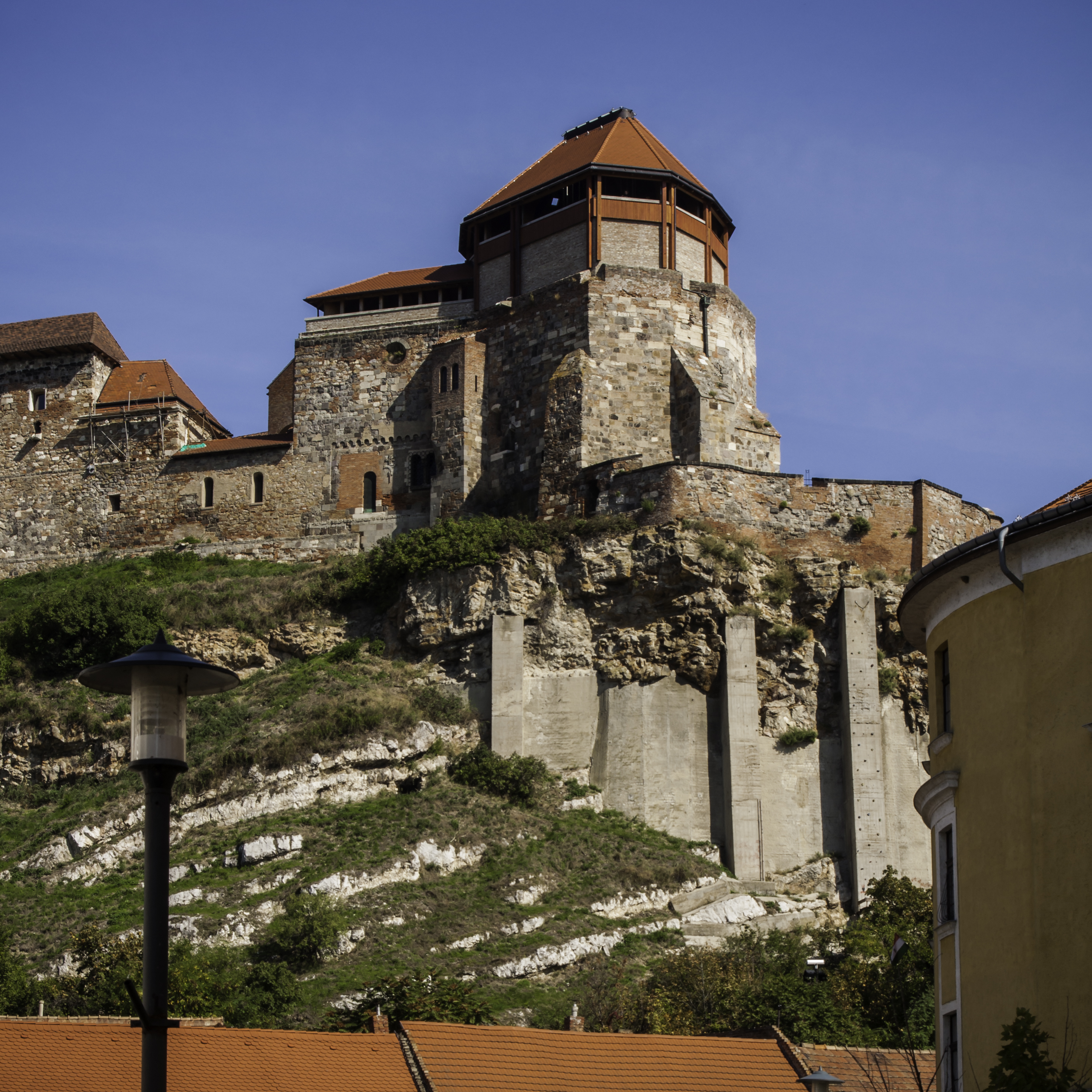
Esztergomi vár

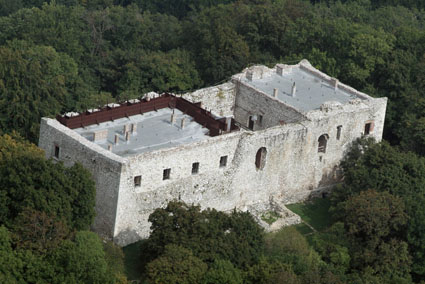
Gesztesi vár, Várgesztes

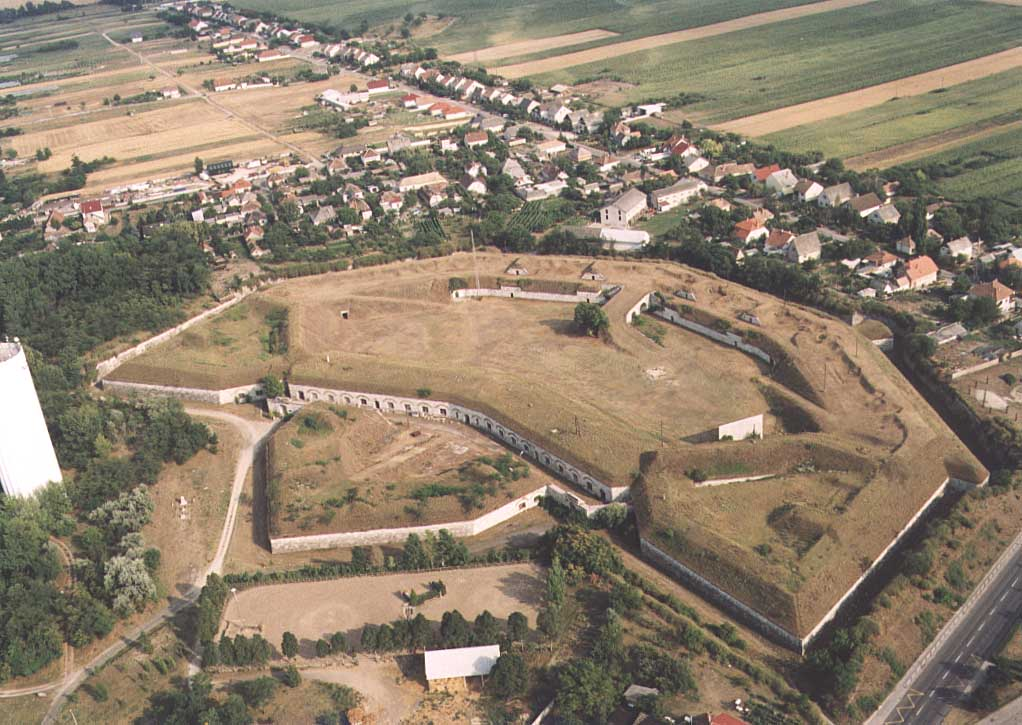
Igmándi erőd, Komárom

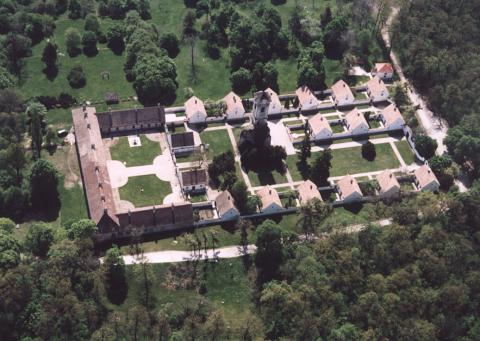
Kamalduli rendi–Esterházy–Lichtenstein–Österreicher-kastély, Oroszlány-Majkpuszta

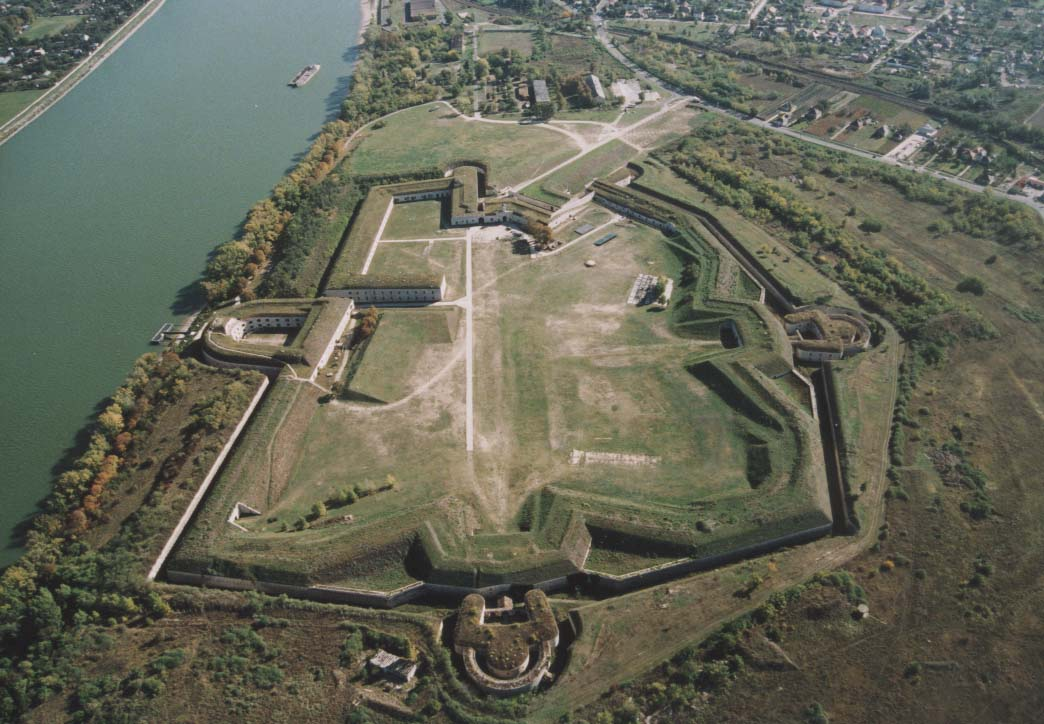
Monostori erőd, Komárom

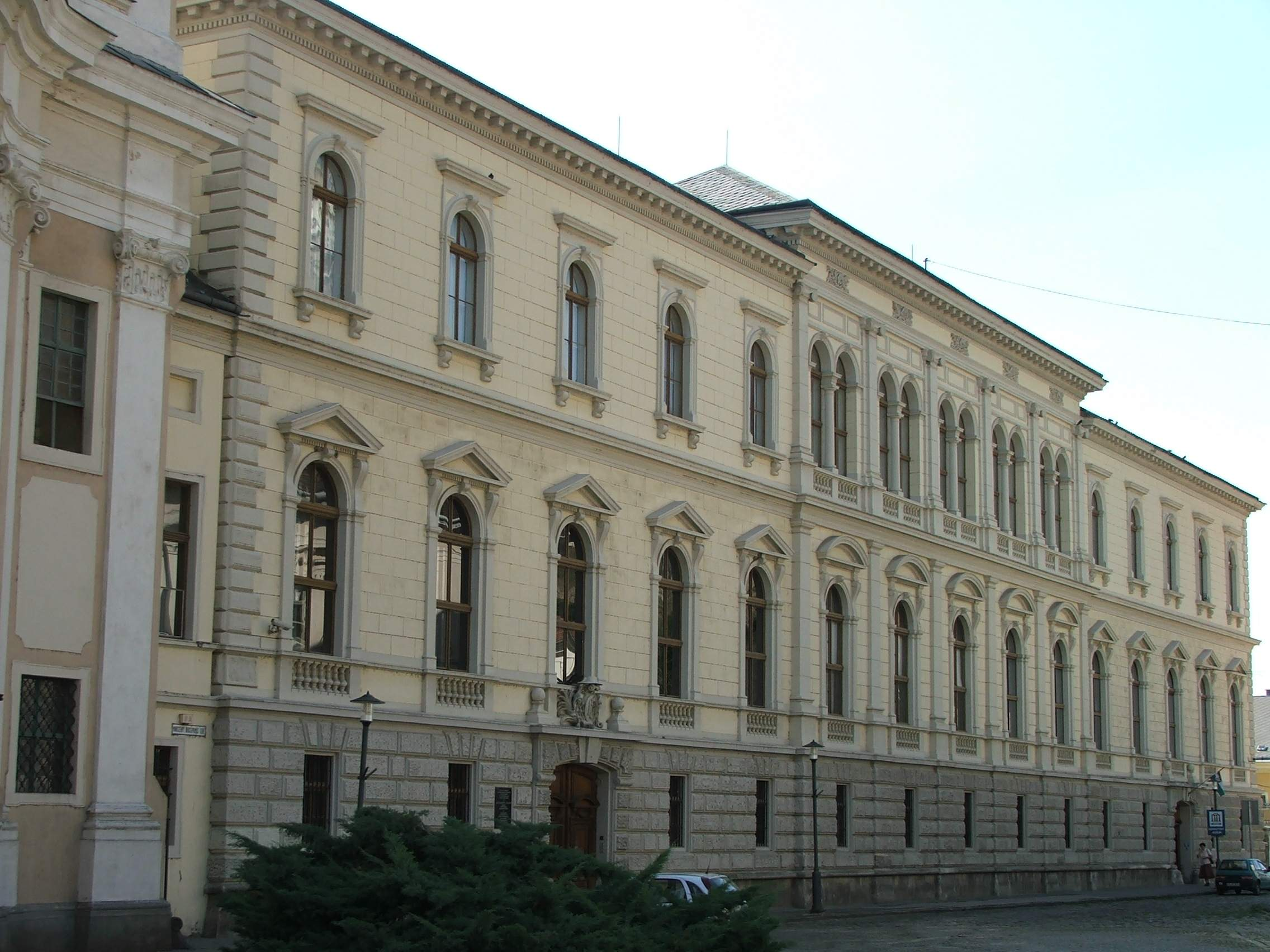
Prímási palota, Esztergom

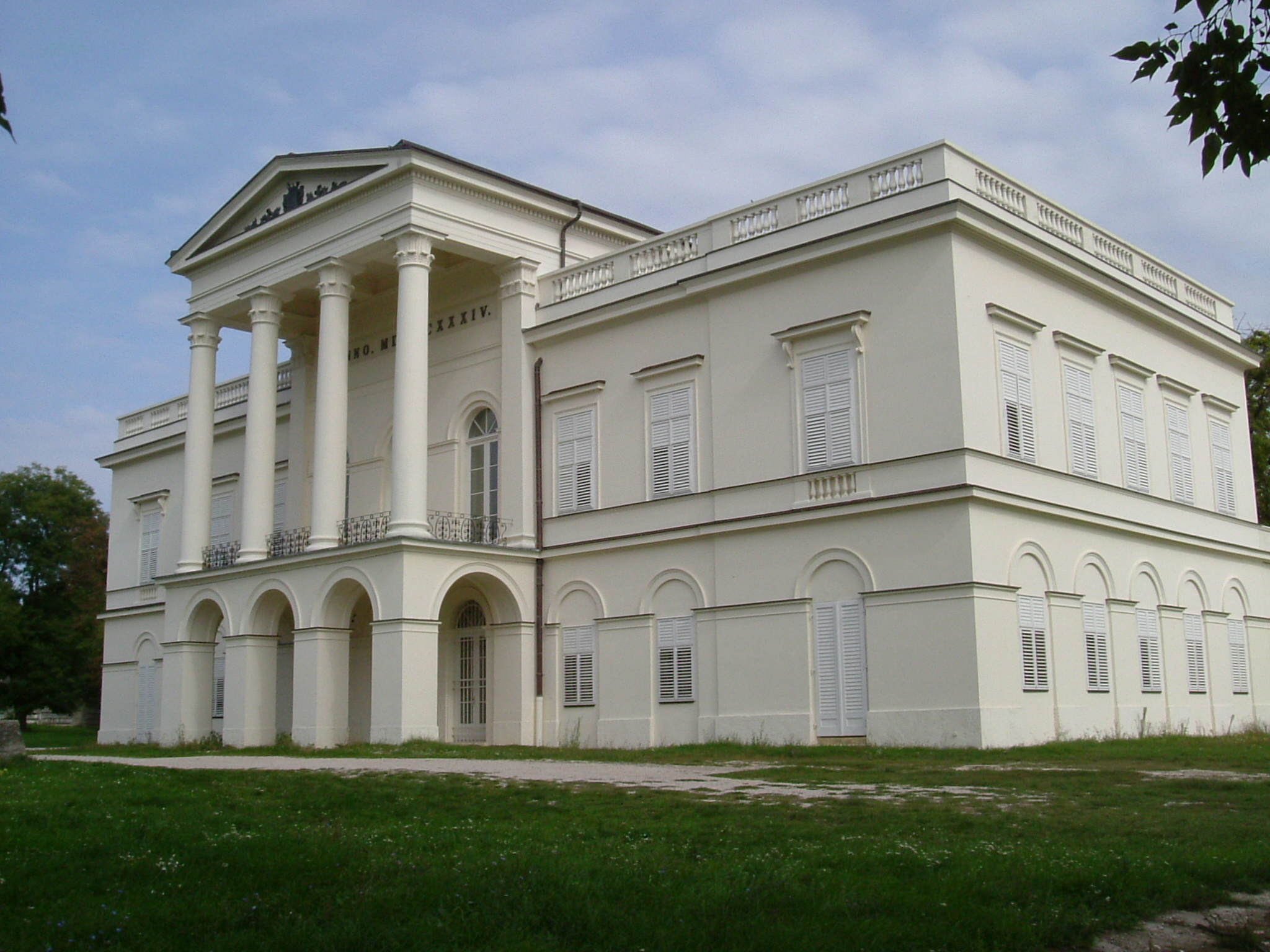
Sándor–Metternich-Sándor-kastély, Bajna

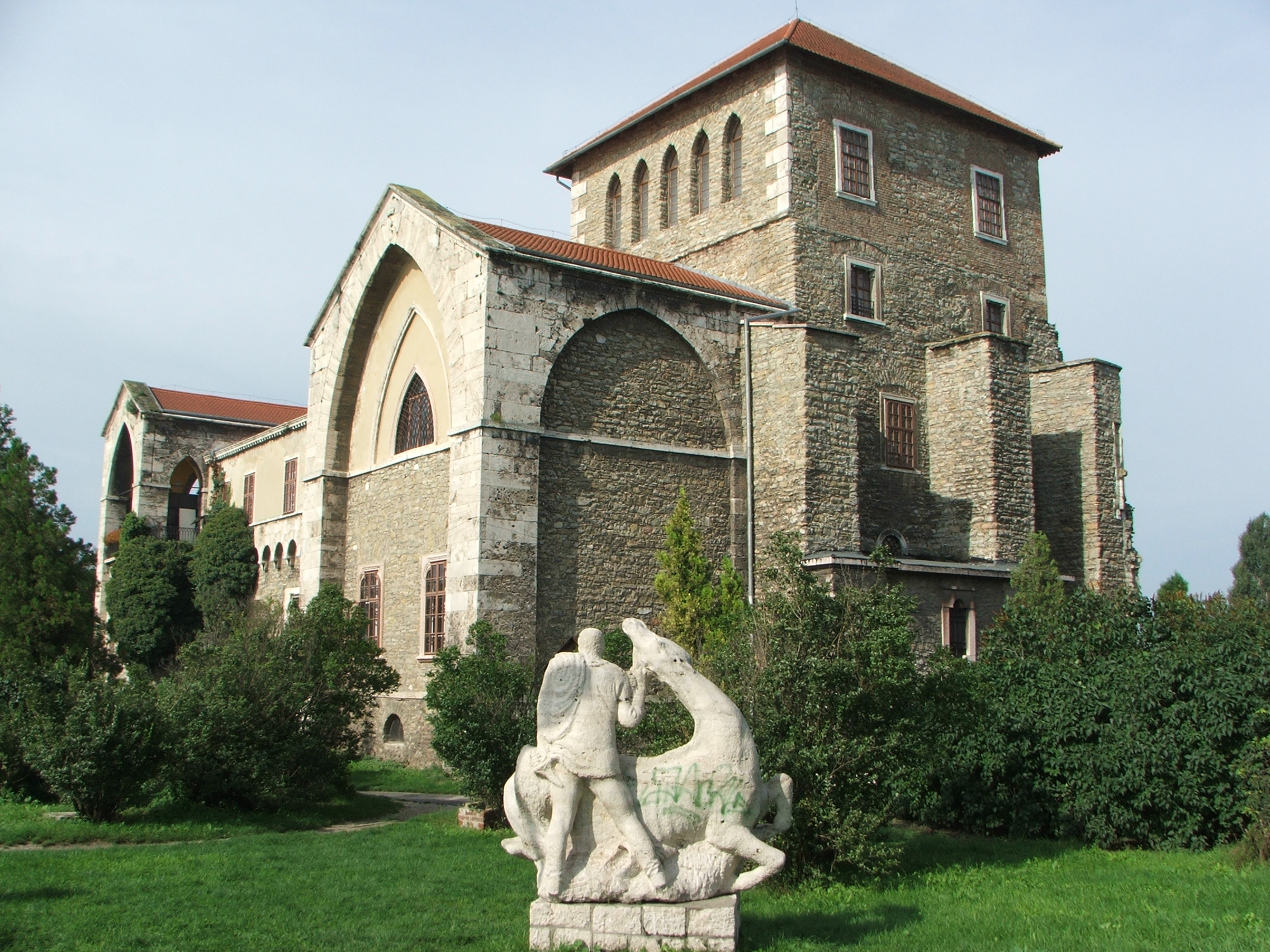
Tatai vár

## Jelenleg is látható várak, kastélyok és kúriák
- Andrássy–Chlebovits-kúria (Úny)
- Andrássy–Valovits-kúria (Úny)
- Bajza–Balogh (Zsigmond)-kúria (Csép)
- Balogh–Esterházy–Jurcsek–Vásárhelyi-kastély (Naszály-Billegpuszta)
- Balogh–Esterházy-kiskastély (Tata)
- Balogh (Ferenc)-kúria (Csép)
- Balogh (János)–Glatz–Bárány–Demény-kúria (Csép)
- Batthyány–Magyar Királyi Ménesbirtok kastélya (Kisbér)
- Bencés rendi kúria (Mocsa-Tömördpuszta)
- Berényi–Zichy–Ágoston rendi kúria (Neszmély-Gombásmajor)
- Besenyői Szabó-kúria (Úny)
- Bezerédi–Zoltai-kastély (Bajót-Szarkáspuszta)
- Bezerédj-kúria (Bakonybánk)
- Bottyán–Kuckländer-kúria (Esztergom)
- Bozóky–Rezéky–Pastinszky-kúria (Pilismarót)
- Bozzay–Friebeisz–Venturini–Kapronczai-kúria (Úny)
- Bóday-kúria (Kisigmánd)
- Bóday-kúria (Nagyigmánd-Bódaypuszta)
- Csapó–Pálffy-kúria (Csép)
- Csillagerőd (Komárom)
- Eggenhoffer-kúria (Tát)
- Esterházy-kastély (Tata)
- Esterházy-kiskastély (Tata)
- Esterházy-vadászkastély (Tata-Remeteségpuszta)
- Esterházy-kiskastély (Réde)
- Esterházy–Bíró–Andócsy-kúria (Környe-Patárpuszta)
- Esterházy–Liechtenstein–Zichy-kastély (Ács)
- Esterházy–Magyar Általános Kőszénbánya Rt. kastélya (Vértessomló)
- Esterházy–Mihályi–Győry-kúria (Kocs)
- Esterházy–Mihályi–Győry-kúria (Kocs-Kocsimajor)
- Esterházy–Richter–Szalay-kúria (Szákszend)
- Esterházy–Preszlényi–Latzkó–Nováky-kúria (Dad)
- Esterházy–Schwarzenberg–Burg-kúria (Ászár)
- Esztergomi érseki kastély (Süttő-Pusztamarót)
- Esztergomi érseki kúria (Mocsa-Boldogasszonypuszta)
- Esztergomi főkáptalan kúriája (Dág)
- Esztergomi vár (Esztergom)
- Forster–Degenfeld-Schonburg-kastély (Ács-Concóhátpuszta)
- Fuchs–Megyeri Krausz–Eckstein-Szokop–Drezdner-kúria (Esztergom)
- Gerenday-kúria (Lábatlan-Piszke)
- Gesztesi vár (Várgesztes)
- Ghyczy-kúria (Nagyigmánd-Ghyczypuszta)
- Ghyczy (Ignác)-kúria (Kisigmámd)
- Ghyczy (Pál)-kúria (Kisigmánd-Újpuszta)
- Heckenast–Szladovich–Zichy–Magyar Katolikus Vallásalap kúriája (Pilismarót)
- Hirsch–Erdélyi–Hohenlohe-kastély (Tarján)
- Hunkár-kúria (Bakonybánk)
- Hunkár-kastély (Kerékteleki-Nyeszkenyepuszta)
- Hunkár-kastély (Kerékteleki-Szolgagyőrpuszta)
- Igmándi erőd (Komárom)
- Jaross–Magyar Lótenyésztő Rt.–Halász-kúria (Tata-Dióspuszta)
- Jékey-kúria (Bársonyos-Pervátpuszta)
- Kamalduli rendi–Esterházy–Lichtenstein–Österreicher-kastély (Oroszlány-Majkpuszta)
- Keleti-kúria (Neszmély-Gárdony)
- Kolozsváry Lózert–Leopold–Deutsch-kúria (Kisigmánd)
- Konkoly Thege-kúria (Környe-Nagytagyospuszta)
- Konkoly Thege–Asztalos-kúria (Környe-Nagytagyospuszta)
- Konkoly Thege–Dinnyés-kúria (Környe-Nagytagyospuszta)
- Konkoly Thege–Galambos-kúria (Környe-Nagytagyospuszta)
- Konkoly Thege–Szabó-kúria (Környe-Nagytagyospuszta)
- Lipthay-kúria (Komárom-Koppánmonostor)
- Magyar Általános Kőszénbánya Rt.–Kristufek-kúria (Környe-Környebánya)
- Micsky-kúria (Csép)
- Mihályi-kúria (Kömlőd)
- Milkovics–Benes–Ivánkay-kúria (Bana)
- Milkovics–Ghyczy-kúria (Nagyigmánd-Milkovicspuszta)
- Miskey-kúria (Úny)
- Monostori erőd (Komárom)
- Müller-kúria (Süttő)
- Nedeczky–Huszár–Gyulay–Gerenday-kúria (Lábatlan-Piszke)
- Novák-kúria (Környe-Kistagyospuszta)
- Pázmándy–Schaffaliczky–Hugonnai–Simontsits-kastély (Kömlőd)
- Prímási palota (Esztergom)
- Sándor–Metternich-Sándor-kastély (Bajna)
- Sándor–Metternich-Sándor-kúria (Gyermely)
- Sándor–Metternich-Sándor-vadászkastély (Gyermely-Gyarmatpuszta)
- Sándor-palota (Esztergom)
- Sárközy–Perczel–Szemerey–Varju-kúria (Kömlőd)
- Schmidt-kastély (Dorog)
- Sissay–Reviczky–Klein–Radvánszky-kúria (Süttő-Bikolpuszta)
- Solymosy–Gyürky-kastély (Komárom-Szőny)
- Stróbel-kúria (Bakonybánk)
- Szapáry–Magyar Királyi Ménesbirtok kastélya (Bábolna)
- Sziklay–Tulassay-kúria (Lábatlan)
- Szily–Splényi–Guyon–Kézdy-Vásárhelyi-kúria (Szomor)
- Tatai vár (Tata)
- Thaly-kúria (Csép)
- Thaly-kúria (Nagyigmánd-Thalypuszta)
- Thaly–Mihályi-kúria (Csép)
- Venturini-kúria (Úny)
- Vértesy–Than-kúria (Bakonysárkány-Vértesymajor)
- Virágh-kúria (Kömlőd-Virághtanya)
- Wagner-kúria (Bakonysárkány)
- Zichy–Auspitz–Jurcsek-kúria (Ács-Jegespuszta)
- Zichy–Eberling–Solymosy–Gyürky-kúria (Komárom-Újszálláspuszta)

## Romba dőlt vagy elbontott várak, kastélyok és kúriák
- Andrássy–Haan-kúria (Úny)
- Andrásssy–Szűcs-kúria (Úny)
- Árpádvár (Dömös)
- Árpádvár (Esztergom-Pilisszentlélek)
- Bálint–Lamm–Pick–Cseley-kúria (Csatka)
- Bánom-hegyi vár (Pilismarót)
- Berényi–Zichy–Ágoston rendi kúria (Neszmély)
- Berényi–Zichy–Solymosy–Gyürki-kúria (Komárom-Szőny)
- Berényi–Zichy–Zweig–Világhy-kúria (Almásfüzitő)
- Berényvár (Bajót)
- Bezerédi–Scherczenlechner–Goldberger-kastély (Mogyorósbánya)
- Csajághy-kúria (Csép)
- Csejthey–Szőke-kúria (Nagyigmánd-Szőkepuszta)
- Esterházy-kastély (Réde)
- Esterházy-vadászkastély (Vértestolna)
- Esterházy–Gábor–Rosenthal-kúria (Környe-Szentgyörgypuszta)
- Esterházy–Szapáry-kastély (Bakonyszombathely)
- Esztergomi érseki kúria (Csém)
- Fiáth-kastély (Aka)
- Fiáth-kúria (Aka)
- Gerencsérvár (Oroszlány)
- Hamvas-kő (Pilismarót)
- Gesztesi kisvár (Várgesztes)
- Ghyczy (Ferenc)-kúria (Kisigmánd)
- Ghyczy–Zichy-kúria (Ács-Csillapuszta)
- Habsburg vadászkastély (Lábatlan-Szágodó)
- Hosszú-hegyi vár (Pilismarót)
- Huszár-Posztoczky-kúria (Környe-Erdőtagyospuszta)
- Huszár–Szokoly–Novák–Hoffer-kúria (Környe-Kistagyospuszta)
- Jármy–Démusz-kúria (Esztergom-Sátorkőpuszta)
- Királyi palota és prépostság (Dömös)
- Kiskeszi Kiss–Edelényi Szabó-kúria (Csép)
- Kolostorhegy (Leányvár)
- Konkoly Thege–Galambos-kúria (Oroszlány-Galambospuszta)
- Magyar Királyi Ménesbirtok kastélya (Kerékteleki-Tarcpuszta)
- Mihályi-kúria (Kömlőd-Felsőmihályipuszta)
- Nagysápi vár (Nagysáp-Gedáshegy)
- Neszmélyi vár (Neszmély)
- Neszmélyi kisvár (Neszmély)
- Palugyay–Ziegler–Ipovicz-kúria (Neszmély-Meleges)
- Sánc-hegy (Nyergesújfalu)
- Szent János-erőd (Esztergom-Sípoló-hegy)
- Szamár-hegyi vár (Esztergom)
- Szákvár (Dömös)
- Szentgyörgyvár (Oroszlány)
- Tarjáni vár (Tarján)
- Tuzzla–Zweig–Világhy-kúria (Almásfüzitő)
- Vasvár (Pilismarót)
- Vitányvár (Vértessomló)
- Zámory–Decsy-kúria (Bana)
- Zichy–Ágoston rendi kastély (Súr)